# 日本行進曲 (ヨーゼフ・シュトラウス)
『日本行進曲』（ドイツ語: Japanesischer Marsch）は、ヨーゼフ・シュトラウスが1862年に作曲した行進曲。「第2主題の旋律は『君が代』からの引用」と言われることがあるが、その旋律は1800年前後にイギリスで出版された複数の書籍に掲載されていたものである（後述）。

## 作曲から再発見までの経緯

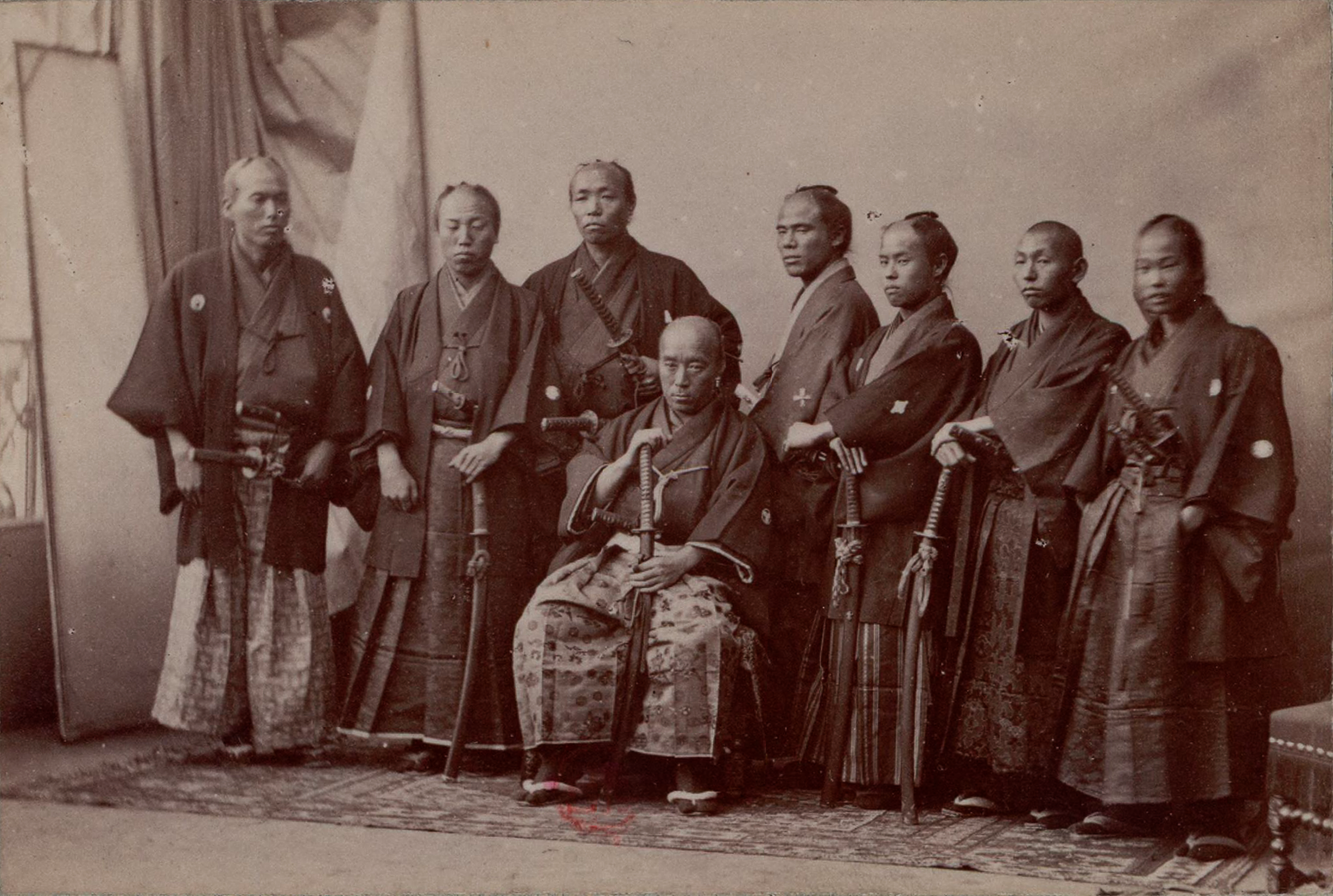
文久遣欧使節の人々（1862年撮影）

1862年、江戸幕府によって派遣された文久遣欧使節がロシア帝国を訪問した。当時、ロシアではヨーゼフ・シュトラウスが兄ヨハン・シュトラウス2世の代理としてパヴロフスクでの仕事をしていた。日本からやってきた使節団を歓迎するために、ヨーゼフは東アジアの旋律をいくつか盛り込んだ『日本行進曲』を作曲した。
この曲の楽譜はサンクトペテルブルクのBüttner社によって1870年頃に出版された。楽譜の表紙には「作品番号124」とあるが、ヨーゼフ・シュトラウスの「作品番号124」は通常この曲ではなくワルツ『運命の子供』（Glückskinder）のことを指す（ヨーゼフ・シュトラウスの作品番号一覧を参照）。このような作品番号の重複は、『日本行進曲』を出版したBüttner社が独断で番号をつけたためか、もしくは誤植のためだと考えられる。
ロシア国内でのみ出版され、ウィーンでは出版されなかった。このため出回った楽譜がシュトラウス・ファミリーの作品群の中でも特に少なく、シュトラウス一族の研究家であるピーター・ケンプらが世界中を調査しても長らく楽譜を発見できず、曲名しか分からない謎の作品となっていた。しかし、2012年になってオーストリア国立図書館の「総合カタログ」にこの曲の蔵書記録が現れた。新規購入されたわけではなく、アントニー・ヴァン・ホーボーケンの遺品整理が進み、その成果が反映されたものであるという。

## 楽曲解説
現存する譜面は、2段組のピアノ譜の形で書かれている。ただし、これは元来ピアノ曲として作曲されたわけではなく、指揮者用のピアノ・リダクション（コンデンススコア）だと考えられる。ピアノ・リダクションの形での楽譜出版は、シュトラウス一族の他の楽曲にも見られる。
短い序奏と3つの主題から成るメドレー形式の楽曲である。楽譜の第1・第2主題にはそれぞれ"Thème national"（国のテーマ、曲名を考えると「日本のテーマ」の意）という添え書きがあり、第3主題には"Theme chinois"（中国のテーマ）との添え書きがある。
以下に各主題の冒頭部を示す。
第1主題 "Thème national"
お使いのブラウザーでは、音声再生がサポートされていません。音声ファイルをダウンロードをお試しください。
第2主題 "Thème national"
お使いのブラウザーでは、音声再生がサポートされていません。音声ファイルをダウンロードをお試しください。
第3主題 "Theme chinois"
お使いのブラウザーでは、音声再生がサポートされていません。音声ファイルをダウンロードをお試しください。

## 主題の引用元
第1主題は、江戸時代の日本でも広く歌われていた中国の民謡『茉莉花』の引用である。
第2主題は、『君が代』の引用ではないかとの見解も存在する。ただし中央音楽学院の梁爽らは2019年に発表した論文で、ジョン・バローによる"Travels in China"という1804年の書籍に掲載されている3つの旋律（以下の譜例を参照）が、『日本行進曲』の3つの主題それぞれとほぼ一致することを指摘している。また梁らは、第1・第2主題についてはウィリアム・ウーズリの1797年の書籍"The Oriental Collections"にも掲載されていることを指摘している。
| ジョン・バローの1804年の書籍 "Travels in China"に掲載されている3つの楽譜                                                            |
| Moo-Lee-Wha お使いのブラウザーでは、音声再生がサポートされていません。音声ファイルをダウンロードをお試しください。                  |
| "Moo-Lee-Wha" (Barrow 1804, p. 316,『茉莉花』)                                                                                      |
| Chinese Popular Airs No. I お使いのブラウザーでは、音声再生がサポートされていません。音声ファイルをダウンロードをお試しください。   |
| "Chinese Popular Airs No. I" (Barrow 1804, p. 318)                                                                                  |
| Chinese Popular Airs No. III お使いのブラウザーでは、音声再生がサポートされていません。音声ファイルをダウンロードをお試しください。 |
| "Chinese Popular Airs No. III" (Barrow 1804, p. 319)                                                                                |